# Товарницький Олексій Михайлович
Олексій Михайлович Товарницький (нар. 30 липня 2004, с. Тершів, Старосамбірський район, Львівська область, Україна) — український футболіст, центральний захисник львівського «Руху».

## Життєпис
Народився в селі  с. Тершів Старосамбірського району Львівської області. У ДЮФЛУ з 2014 по 2021 рік виступав за львівські «Карпати» та КЗ ДЮСШ «Карпати». Перші тренери — Віталій Пономарьов та Михайло Дячук-Ставицький. У середині липня 2021 року перейшов до структури «Руху». У сезоні 2021/22 років дебютував за львів'ян в чемпіонаті України серед юнацьких команд. 14 вересня 2022 року дебютував за «Рух» в Юнацькій лізі УЄФА, 14 вересня 2022 року в переможному (1:0) домашньому поєдинку 1-го раунду проти польського «Заглембє». Олексій вийшов на поле на 51-й хвилині замість Андрія Столярчука. Загалом у сезоні 2022/23 років виходив на поле в 3-х матчах Юнацької ліги УЄФА. У сезоні 2022/23 років став переможцем юнацького (U-19) чемпіонату України. Починаючи з сезону 2023/24 років залучався також до резервної команди «Руху». На професійному рівні дебютував за «Рух-2» 20 серпня 2023 року в переможному (3:0) виїзному поєдинку 3-го туру Другої ліги України проти миколаївського «Васта». Олексій вийшов на поле в стартовому складі та відіграв увесь матч. Вперше до заявки головної команди «Руху» потрапив 11 серпня 2024 року на переможний (4:0) виїзний поєдинок 2-го туру Прем'єр-ліги України проти київської «Оболоні», але просидів усі 90 хвилин на лаві запасних. Першим голом на професійному рівні відзначився також за резервну команду «Руху», 26 серпня 2024 року на 25-й хвилині (реалізував пенальті) програного (2:4) домашнього поєдинку 3-го туру групи А Другої ліги України проти житомирського «Полісся-2». Товарницький вийшов на поле в стартовому складі та відіграв увесь матч.
У Прем'єр-лізі України дебютував 30 серпня 2024 року в переможному (5:0) домашньому поєдинку 5-го туру проти петрівського «Інгульця». Олексій вийшов на поле в стартовому складі, а на 64-й хвилині його замінив Роман Дідик.

## Досягнення
«Рух» (Львів)
- Чемпіонат U-19 України
  -  Чемпіон (1): 2022/23